# 瓊哈爾

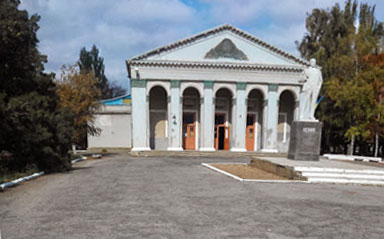
中心广场

瓊哈爾（羅馬化：Chonhar），又按俄语读音译为瓊加爾（羅馬化：Chongar），是烏克蘭南部赫爾松州海尼切斯克區海尼切斯克市镇内的村落。始建於1922年，面積62.3平方公里，海拔高度11米，2001年人口1,922，人口密度每平方公里23.1人。现被俄罗斯占领。